# Maladera celebensis
Maladera celebensis är en skalbaggsart som beskrevs av Moser 1915. Maladera celebensis ingår i släktet Maladera och familjen Melolonthidae. Inga underarter finns listade i Catalogue of Life.